# La Facture (pièce de théâtre)
Pour les articles homonymes, voir La Facture.
La Facture est une pièce de théâtre de Françoise Dorin, créée en septembre 1968 au théâtre du Palais-Royal à Paris. Elle a été diffusée pour la première fois à la télévision le 27 février 1976 sur TF1.
Noëlle est une femme à qui tout réussit. De plus, elle est douée d'une chance incroyable. Mais un jour ses proches la mettent en garde de devoir un jour payer tout ce bonheur par une grosse facture de la vie selon la loi des compensations de Hyacinthe Azaïs. Ainsi, pour ne pas laisser le destin lui faire payer cette facture d'un coup, elle décide de provoquer pour elle-même tout une série de malheurs et de mauvaises nouvelles...

## Résumé

### Acte I
La pièce commence par un entretien d'embauche entre Franck qui veut être engagé comme valet de chambre et la gouvernante, Alice, qui a été la maîtresse du père de la maîtresse de maison, Noëlle Alban. « Les choses susceptibles de faire de la peine à Mademoiselle Alban n'arrivent pas » déclare Alice. L'entretien est interrompu par un appel d'Elisabeth Taylor qui parle au téléphone avec Noëlle.  Cette dernière fabrique des produits de beauté : "une poitrine de rêve à la portée de votre main". Elle engage Franck pour sa jeunesse et son côté "désintéressé".
André, un ami de Noëlle évoque la théorie du philosophe Hyacinthe Azaïs : en vertu de la « théorie des compensations », un jour ou l'autre tous les soucis du monde lui tomberont nécessairement sur la tête.

### Acte II
Quelques jours après, Franck, le valet récemment embauché, discute au téléphone avec un ami. Il s'est fait embaucher pour dévalliser le coffre-fort de Noëlle. Cette dernière, qui a entendu fortuitement la conversation, fait mine de ne rien avoir entendu. Elle indique à Franck que son coffre-fort a la combinaison de la naissance de Louis XV (février 1710 --> « 2-1-0 ») et lui indique le montant de la somme qui y est cachée. Elle évoque aussi ses bijoux qui y sont cachés. Elle lui dit que si un vol était commis, jamais elle ne soupçonnerait Franck.
Puis on apprend que Alice s'est dénoncée auprès des services fiscaux pour fraude fiscale.
Ayant visité le coffre-fort de Noëlle, Franck a découvert que le coffre est vide ! Il téléphone à son copain Pierrot pour lui rapporter son constat. Puis c'est au tour de Noëlle de constater la disparition de ses bijoux et de son argent : elle est très contente. Mais coup de théâtre : c'est la majordome Alice qui a confié le matin même à André les bijoux pour qu'ils soient bien protégés.
Elle annonce alors à André que ce dernier, amoureux d'elle depuis des années, doit la quitter. Elle lui ment en disant qu'elle a rencontré quelqu'un d'autre et qu'elle en es tombée amoureuse.
Après un long monologue sur sa vie passé et présente, Noëlle voit arriver chez elle un homme qui lui annonce : « Je suis venu pour la facture ».

## Distribution au théâtre du Palais-Royal
La pièce est créée en septembre 1968 dans une mise en scène de Jacques Charon, avec 
- Jacqueline Maillan : Noëlle
- Germaine Delbat : Alice
- Christian Barratier : Franck
- Henri Guisol : André
- Denise Provence : Ninouche
- Jacques Ramade : Jo
- Pierre Fromont : Bernard
- Bernard Noël : Bernard

## Au théâtre ce soir

### Fiche technique
La pièce est enregistrée le 26 avril 1975 au théâtre Édouard-VII et diffusée sur TF1 le 27 février 1976 dans le cadre de l'émission Au théâtre ce soir.
- Mise en Scène : Jacques Charon
- Réalisation : Pierre Sabbagh
- Décors : Roger Harth et André Levasseur
- Costumes : Donald Cardwell
- Chef de production : Robert Bernengo
- Directeur de la vision : Raymond Beheulière
- Ingénieur du son : Jacques Carbonnel
- Cadreurs : Maurice Auriat,Jean-Jacques Ledos, Daniel Minier, Claude Noyon
- Direction de la scène : Bernard Durand
- Directeur de la photographie : Lucien Billard
- Script : Yvette Boussard
- Script assistant : Guy Mauplot

### Distribution
- Jacqueline Maillan : Noëlle
- Viviane Gosset : Alice
- Jean Barney : Franck
- Julien Bertheau : André
- Denise Provence : Ninouche
- Jacques Ramade : Jo
- Yves Massard : Bernard